# Окопник жёсткий
Окопник жёсткий или окопник шершавый, или окопник шероховатый, или окопник жёстковолосистый (лат. Symphytum asperum) — вид травянистых растений рода Окопник (Symphytum) семейства Бурачниковые (Boraginaceae).

## Название
Научное родовое название Symphytum происходит от др.-греч. συμφυω (symphyo), означающего «сращивать» или «соединять» и отражающего лекарственные свойства растения способствовать заживлению переломов.
Русскоязычное родовое название Окопник отражает способность растения произрастать на заброшенных участках земли, вдоль канав.
Видовой эпитет asperum образован от лат. asperum — «твёрдый», «жёсткий», «неровный».

## Ботаническое описание[5]
Многолетнее корневищное (геофитное) травянистое растение высотой 60–150(185) см. Корневая система мощная.
Стебли прямые, сильно ветвистые, колюче-шершавые, хорошо облиственные.
Листья без набегания на стебель, на более-менее длинных черешках, верхние — на коротких, изредка сидячие. Форма яйцевидно-продолговатая, или продолговатая, самые верхние до ланцетных, самые нижние изредка почти сердцевидные, длинно-заострённые. С нижней стороны сероватые от густых и мягких волосков, с верхней — жёстко и негусто щетинистые. Размер средних листьев до 10 см в длину, 5–6 см шириной. Характер жилкования — сетчатый.
Соцветие — многочисленные завитки из 30—46 цветков, безлистные, на концах ветвей обычно парные развилкой (двойные завитки), на боковых веточках в пазухах листьев — одиночные. Завиток улиткообразно скручен до цветения, а по мере расцветания постепенно распрямляется, становясь похожим на поникающее кистевидное соцветие. В свою очередь завитки образуют метельчатое соцветие.
Цветки колокольчатые, от 15 до 20 мм в диаметре, собраны на верхушке стебля и ветвей, меняющие цвет на протяжении цветения. Плодоножки 5–10 мм длиной, поникающие, тонкие. Чашечки при цветах 4–5 мм, при плодах 8–10 мм длиной. Венчик в бутоне при роспуске светло-пурпурный, затем голубой, около 15 мм длиной, трубка длиннее чашечки, отгиб колокольчатый. Столбик пестика сильно выставляющийся из венчика.
Плод — орешек около 4 мм длиной, почти чёрный, яйцевидный.

## Распространение и экология[5]
Природный ареал охватывает Центральную Европу, как заносное растение встречается по всей Европе. На территории России в Европейской части, на Кавказе.
Произрастает на пустошах, лугах, в горах по влажным местам, по берегам речек и ручьев, на лесных опушках.
Насекомоопыляемое энтомофильное растение. Цветение — июнь-июль, плодоношение — июль-август.
Размножаются семенами или отрезками корней (вегетативно). При размножении семенами необходимо помнить, что семена быстро теряют всхожесть и поэтому их надо высевать в год сбора. Высеянные весной семена дают редкие всходы.
В первый год развивает главным образом корневую систему и урожая зелёной массы не дает. Только на 2–3 год после посадки дает 400—600 ц зелёной массы с гектара и обильно цветет.

## Значение и применение
Кормовое, медоносное, декоративное, пищевое, сидератное растение. 
В лекарственных целях используется настой из сухого корневища. Применяется при ранах, язвах, тромбофлебитах.
Высокоурожайное кормовое растение. При скармливании скоту листья по питательности не уступают клеверу и вико-овсяной смеси. После стравливания на корню окопник быстро отрастает и дает за лето 4—5 укосов. Незаменимая культура при кормлении свиней всех возрастов.
Во время цветения пчёлы охотно посещают окопник собирая с его цветков нектар. После использования пчелами скашивают на силос, а в сентябре он отрастает и дает много отавы на зелёный корм. По данным Пельменева (1985) в Ленинградской области дает 1 га 101—227 кг мёда. В Коми 1 га окопника жесткого обеспечивает 200—500 кг мёда, в Литве — 302,5 кг. В Азербайджане сахаропродуктивность 1 га окопника жесткого составляет 114—183 кг.

## Классификация

### Таксономия[11]
Symphytum asperum Lepech., 1805, Nova Acta Acad. Sci. Imp. Petrop. Hist. Acad. 14: 442
Вид Окопник жёсткий относится к роду Окопник (Symphytum) семейства Бурачниковые (Boraginaceae) порядка Бурачникоцветные (Boraginales). Кладограмма в соответствии с Системой APG IV по состоянию на июнь 2023 года:
|  |                                      |  |                                   | порядок Бурачникоцветные |  | семейство Бурачниковые - 153 ботанических рода |  | род Окопник - 36 подтвержденных видов |  | Окопник жёсткий |
|  |                                      |  |                                   | порядок Бурачникоцветные |  | семейство Бурачниковые - 153 ботанических рода |  | род Окопник - 36 подтвержденных видов |  | Окопник жёсткий |
|  | отдел Цветковые, или Покрытосеменные |  |                                   |                          |  |                                                |  |                                       |  |                 |
|  |                                      |  |                                   |                          |  |                                                |  |                                       |  |                 |
|  |                                      |  | ещё 63 порядка цветковых растений |                          |  |                                                |  |                                       |  |                 |
|  |                                      |  |                                   |                          |  |                                                |  |                                       |  |                 |

### Синонимы
- Symphytum armeniacum Buckn.
- Symphytum asperrimum Donn
- Symphytum asperum  var. armeniacum (Buckn.) Kurtto
- Symphytum echinatum  Ledeb.